# Marcos Serrano
Marcos Antonio Serrano (8 de septiembre de 1972; Chapela, Redondela, Pontevedra)  es un exciclista Español.

## Biografía

### Primeros años
Empezó en el ciclismo a los siete años, pasando al profesionalismo en 1993 siendo uno de los gregarios españoles más destacados de su época. 

### Director Deportivo Equipo Cortizo
Actual director deportivo del Equipo Cortizo, una de las escuadras más destacadas del ciclismo amateur español. Desde que asumió el liderazgo del equipo en 2022, Serrano ha aplicado su experiencia como corredor para transformar al equipo en un referente de la categoría élite y sub-23, logrando resultados históricos en la temporada 2024.

#### Trayectoria como director deportivo
Bajo la dirección de Serrano, el Equipo Cortizo ha alcanzado cifras sin precedentes en la categoría amateur. En 2024, el equipo cerró el año con 51 victorias individuales, logradas por 15 ciclistas diferentes, destacando hitos como la conquista de la Copa de España, el título de Campeón de España de ruta sub-23 y el triunfo en 9 vueltas por etapas. A estas victorias individuales se sumaron 38 triunfos por equipos y un total de 47 podios adicionales, resultado de una planificación estratégica que abarcó 97 días de competición y casi 12.000 kilómetros recorridos.
Durante la temporada, el equipo compitió en 60 carreras de alto nivel en el territorio nacional, consolidándose como líder del ranking nacional tanto en la categoría élite como sub-23, un logro excepcionalmente raro en esta disciplina. Además, la preparación de los corredores fue clave en el tramo final del año, donde destacaron ciclistas como Hugo De la Calle, Fran Bennassar y José Luis Faura, quienes lograron 9 victorias más en carreras preparatorias para el cierre de la temporada.

#### Filosofía de trabajo
Serrano ha sabido implementar una filosofía de trabajo basada en el aprovechamiento del talento individual y en la fuerza colectiva del equipo. Su enfoque en la táctica y la preparación ha permitido a los ciclistas no solo alcanzar grandes resultados, sino también desarrollarse como atletas completos. Su labor ha sido fundamental para que el Equipo Cortizo se convierta en una cantera de talento y en una referencia dentro del ciclismo amateur español.

#### Reconocimiento y declaraciones
Sobre la temporada 2024, Serrano afirmó: "Ni en las previsiones más optimistas imaginábamos una campaña como esta; será difícil de olvidar. Nuestro objetivo principal era la Copa de España, y la conseguimos de forma épica". Estos resultados reflejan el éxito de su gestión y la capacidad del equipo para superar sus propias expectativas.

#### Legado en el ciclismo amateur
Con esta trayectoria, Marcos Serrano ha consolidado al Equipo Cortizo como uno de los conjuntos más competitivos en el panorama del ciclismo nacional. Su liderazgo ha llevado al equipo, conocido coloquialmente como "La Zerraneta", a establecer nuevos estándares en la categoría amateur, con aspiraciones de seguir creciendo y avanzando hacia metas aún mayores.

### Vida
Tuvo una carrera como ciclista profesional, particularmente en las disciplinas de montaña y contrarreloj. A lo largo de su carrera, que se extendió desde 1994 hasta 2007, corrió para equipos como Kelme, ONCE-Deutsche Bank y Liberty Seguros-Würth. Algunos de sus logros más importantes:
Tour de Francia: Consiguió una victoria en la 18ª etapa del Tour de Francia en 2005 y fue 9º en la clasificación general en 2001.
Vuelta a España: En 2003, logró una victoria en la primera etapa de la Vuelta por equipos (TTT) con ONCE-Deutsche Bank.
Milano–Torino (2004): Ganó esta clásica italiana, una de sus victorias más importantes.
Vuelta a Castilla y León: Se coronó campeón de esta vuelta en 2001, destacando como uno de los mejores escaladores.
Además, fue competitivo en varias carreras de un día y etapas, como el Gran Premio Miguel Induráin (2º en 2002) y el Clásico San Sebastián (4º en 2004). También se destacó en la Vuelta a Burgos y el Euskal Bizikleta en 2004, donde terminó en el 4º lugar.
A lo largo de su carrera, Serrano fue un excelente escalador y especialista en contrarreloj, lo que le permitió brillar en varias competiciones de alto nivel
En 2007 fichó por el Karpin Galicia, donde disputó su última temporada como profesional.
En mayo de 2013 formó un club para Escuelas, Cadetes y Junior llamado Redondela Codisoil.

### Operación Puerto
En el Giro de Italia 2006, abandonó la gran vuelta italiana la noche del viernes 19 de mayo (tras la 12.ª etapa), tras encontrarse súbitamente enfermo en el hotel después de la cena. En el comunicado del equipo se especificó que sufría fiebre alta y episodios de vómitos, por lo que fue trasladado de urgencia al hospital de Tortona, donde permaneció ingresado el fin de semana. Sin embargo, a su regreso a España estuvo ingresado 10 días en un hospital de Vigo, a causa de una intoxicación medicamentosa, según se informó a la Guardia Civil. Durante la celebración del juicio de la Operación Puerto, el propio Marcos Serrano declaró que ya se encontraba enfermo al inicio del Giro de Italia y que la llamada al Dr. Fuentes fue para pedirle ayuda y consejo sobre lo que los médicos italianos decían.  Poco después, el martes 23 de mayo, se realizaron las primeras detenciones de la Operación Puerto, incluidos el Dr. Fuentes y Manolo Saiz, mánager general de su equipo. Cuando los investigadores le preguntaron al corredor por esa situación, el ciclista se negó a colaborar, argumentando que había sido víctima de un virus.
En el marco de la Operación Puerto, Serrano fue identificado por la Guardia Civil como cliente de la red de dopaje liderada por Eufemiano Fuentes, bajo los nombres en clave número 13, Alcalde, MS y SRR.
Serrano no fue sancionado por la Justicia española al no ser el dopaje un delito en España en ese momento, y tampoco recibió ninguna sanción deportiva al negarse el juez instructor del caso a facilitar a los organismos deportivos internacionales (AMA, UCI) las pruebas que demostrarían su implicación como cliente de la red de dopaje.

### Epílogo
En 2007 fichó por el Karpin Galicia, donde disputó su última temporada como profesional.
El 24 de julio de 2013 su nombre apareció en el informe publicado por el senado francés como uno de los treinta ciclistas que habrían dado positivo en el Tour de Francia 1998 con carácter retroactivo, tras analizar sus muestras de orina de aquel año con los métodos de detección de sustancias dopantes actuales.
En mayo de 2013 formó un club para Escuelas, Cadetes y Junior llamado Redondela Codisoil.

## Palmarés
1998
- Clásica de los Puertos

1999
- Vuelta a Galicia, más 1 etapa

2001
- Vuelta a Castilla y León

2004
- Milán-Turín

2005
- 1 etapa del Tour de Francia

## Resultados en Grandes Vueltas y Campeonatos del Mundo
| Carrera         | 1993 | 1994 | 1995 | 1996 | 1997 | 1998 | 1999 | 2000 | 2001 | 2002 | 2003 | 2004 | 2005  | 2006  | 2007 |
| --------------- | ---- | ---- | ---- | ---- | ---- | ---- | ---- | ---- | ---- | ---- | ---- | ---- | ----- | ----- | ---- |
| Giro de Italia  | -    | -    | -    | -    | 8.º  | -    | -    | -    | -    | -    | -    | -    | -     | Ab.   | -    |
| Tour de Francia | -    | -    | -    | -    | -    | Ab.  | 25.º | Ab.  | 9.º  | 33.º | 68.º | 54.º | 40.º  | -     | -    |
| Vuelta a España | -    | 41.º | 11.º | 11.º | 8.º  | 10.º | 34.º | -    | Ab.  | 38.º | 14.º | 12.º | 18.º  | -     | -    |
| Mundial en Ruta | -    | -    | 23.º | -    | -    | -    | -    | -    | 14.º | 12.º | 46.º | 8.º  | 118.º | 143.º | -    |

-: no participa

Ab.: abandono

## Equipos
- Kelme (1993-1998)
- ONCE (1999-2003)
- Liberty Seguros (2004-2006)
- Karpin Galicia (2007)